# Hans Majestät Konungens medalj
Hans Majestät Konungens medalj, förr även Hovmedaljen, utdelades sannolikt första gången år 1800 och tilldelas svenska och utländska medborgare för särskilda förtjänster samt dessutom till befattningshavare vid Kungliga Hovstaterna ”för lång och trogen tjänst”.. Den ingår i gruppen Kungliga medaljer och var, näst efter Serafimermedaljen, den högsta utmärkelse som statschefen delade ut till svenska medborgare mellan 1975 och 2023 då de kungliga riddarordnarna inte delades ut till svenskar.

## Grader
Medaljen präglas i flera storlekar, i guld eller silver, samt bärs i kedja eller band. 12:e storleken med kedja är den högsta graden. Det är också den enda som präglas helt i guld, övriga guldmedaljer präglas i förgyllt silver. Samtliga valörer i fallande ordning:
- Guld av 12:e storleken med briljanter att bäras om halsen i kedja (Kon:sGM12mkedjaobr)
- Guld av 12:e storleken att bäras om halsen i kedja (Kon:sGM12mkedja)
- Guld av 12:e storleken att bäras om halsen i Serafimerordens band (Kon:sGM12mserafb)
- Guld av 12:e storleken att bäras om halsen i (högblått band) (Kon:sGM12)
- Guld av 8:e storleken att bäras på bröstet i Serafimerordens band (Kon:sGM8mserafb)
- Guld av 8 storleken att bäras om halsen i högblått band, utdelad ca 1890-1983, normalt endast till de hösta befattningshavarna inom hovbetjäningen.
- Guld av 8:e storleken att bäras på bröstet (i högblått band) (Kon:sGM8)
- Guld av 5:e storleken att bäras på bröstet (i högblått band) (Kon:sGM5) (Beslutad 1975, utdelad från 2015)
- Silver av 8:e storleken att bäras på bröstet (i högblått band) (Kon:sSM8)

Värt att notera är att det högblå bandet är normalbandet och inte behöver skrivas ut. Mellan ca 1890 och 1983 delades det ut en värdighet av medaljen i guld av 8:e storleken avsedd att bäras om halsen i högblått band: för att särskilja denna medalj och medaljen i guld av 8:e storleken buren på bröstet i samma bandfärg (Kon:sGM8), lades förkortningen mhb =med halsband, introducerad av ordens- och medaljhistorikern Leif Påhlsson i Göteborg år 1972, till specifikt och endast för denna medalj (Kon:sGM8mhb). Dagens Kon:sGM12 och Kon:sGM8 har ibland felaktigt omskrivits som "med högblått band". Serafimerordens band är en högre värdighet och därför skrivs det naturligen ut.

### Medaljutdelning
Medaljerna överlämnas av Kungen och medaljbreven av Drottningen vid en ceremoni på Kungl. Slottet, som äger rum cirka en vecka efter offentliggörandena den 28 januari och 6 juni. Sedan 2009 sker medaljutdelningen normalt i Lovisa Ulrikas matsal. Fram till och med utdelningen den 29 januari 2008 användes Pelarsalen. Andra salar har använts undantagsvis, som Vita havet, Bernadottebiblioteket och Rikssalen på Drottningholms slott.

## Bilder

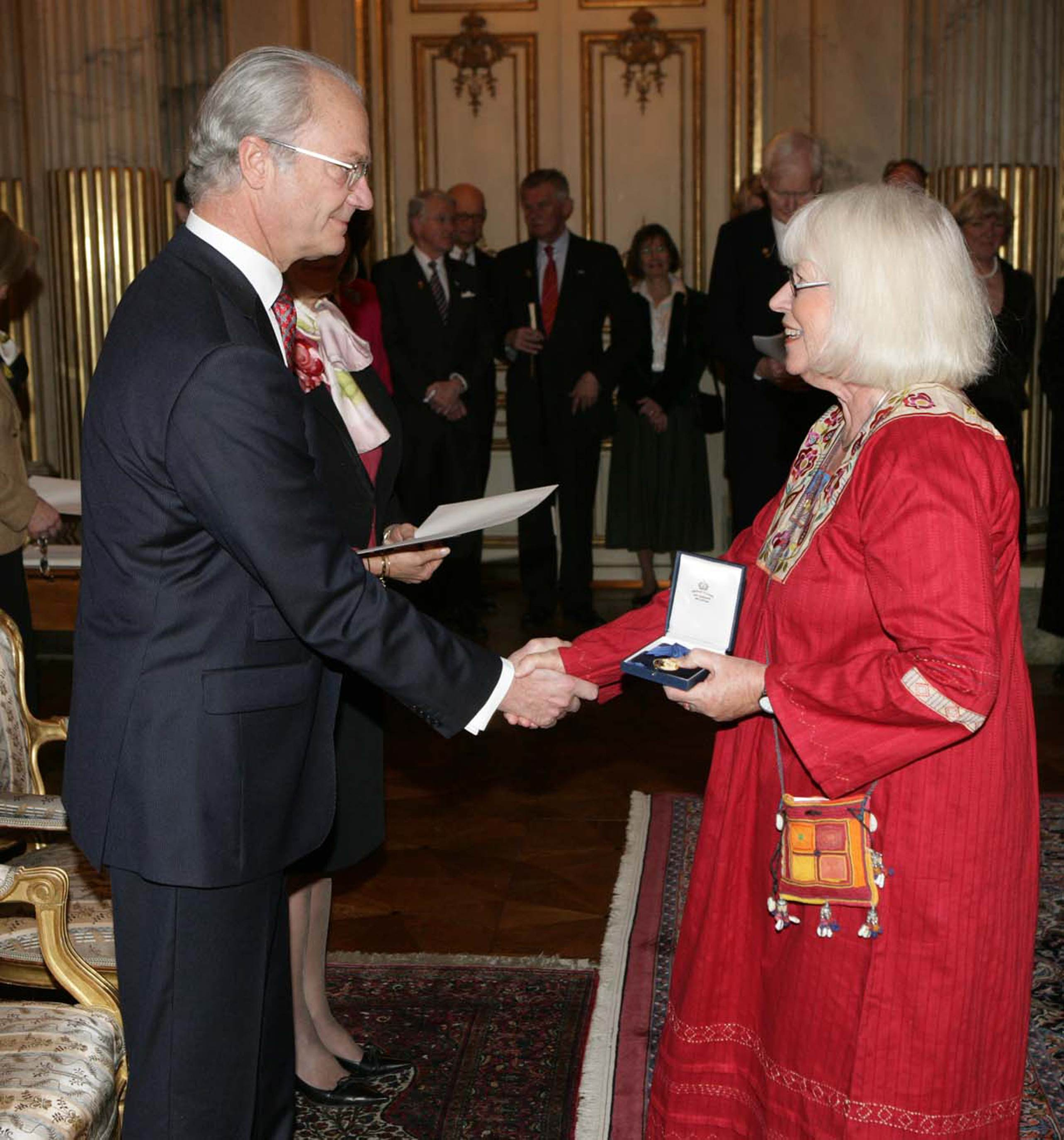
Gudrun Sjödén mottar H.M. Konungens medalj av Carl XVI Gustaf 2007.

## 12:e storleken med kedja
Medaljen av 12:e storleken med kedja har liknats vid en modern motsvarighet av Riddare eller Ledamot av Serafimerorden som sedan 1975 inte längre delas ut till svenska medborgare. Vid hovet placeras mottagarna efter statsråden och utländska ambassadörer. 12:e storleken i kedja med briljanter har delats ut endast två gånger, till prins Bertil på dennes 75-årsdag den 28 februari 1987 samt till prinsessan Christina den 6 juni 2021. Det är medaljens krona som är briljanterad med 19 briljanter, ordnade 1 (på kronans glob), 5 (en vardera på bladen vid kronans byglar) och 13 (längs kronans bas).
Medaljen av 12:e storleken med kedja brukar förlänas personer som är, eller har varit, innehavare av följande ämbeten:
- Riksdagens talman
- Statsministern
- Riksmarskalken
- Ordföranden i Högsta domstolen
- Ordföranden i Högsta förvaltningsdomstolen
- Presidenten i Svea hovrätt
- Ärkebiskopen
- Överbefälhavaren

## Medaljörer i urval

### 12:e storleken med kedja och briljanter
| - Bertil, prins av Sverige, hertig av Halland (1987) - Prinsessan Christina, Konungens syster, (2021) |

### 12:e storleken med kedja
| - Henry Allard, föutvarande talman (1980) - Ingemund Bengtsson, talman (1988) - Carl Bildt, förutvarande statsminister (2003) - Birgitta Blom, hovrättspresident (1992) - Gunnar Brodin, riksmarskalk (2000) - Ingvar Carlsson, förutvarande statsminister (1996) - Ingemar Eliasson, riksmarskalk (2010) - Thorbjörn Fälldin, förutvarande statsminister (1986) - Torkel Gregow, f.d. justitieråd (2004) - Bengt Gustafsson, överbefälhavare, general (1992) - Bengt Hamdahl, f.d. regeringsråd (1991) - K.G. Hammar, ärkebiskop emeritus (2006) - Sten Heckscher, f.d. justitieråd (2011) - Johan Hederstedt, förutvarande överbefälhavare, general (2005) - Gunnar Helén, landshövding (1984) | - Johan Hirschfeldt, hovrättspresident (2003) - Carl Holmberg, justitieråd (1986) - Bengt Hult, justitieråd (1984) - Anders Knutsson, justitieråd (1995) - Gunnar Lagergren, riksmarskalk (1979) - Rune Lavin, regeringsråd (2009) - Stefan Lindskog, ordförande i Högsta domstolen, justitieråd (2019) - Lennart Ljung, överbefälhavare, general (1986) - Marianne Lundius, ordförande i Högsta domstolen, justitieråd (2014) - Stefan Löfven, förutvarande statsminister (2022) - Mats Melin, justitieråd (2012) - Johan Munck, ordförande i Högsta domstolen, justitieråd - Göran Persson, förutvarande statsminister (2009) - Hans Ragnemalm, f.d. regeringsråd (2008) - Sten Rudholm, riksmarskalk (1986) | - Magnus Sjöberg, regeringsråd (1993) - Per Sköld, riksmarskalk (1991) - Olof Sundby, ärkebiskop (1978) - Alf Svensson, f.d. partiledare, statsråd och riksdagsledamot (2007) - Bo Svensson, f.d. justitieråd (2007) - Björn von Sydow, förutvarande riksdagens talman (2007) - Stig Synnergren, överbefälhavare, general (1978) - Håkan Syrén, general (2009) - Ingegerd Troedsson, förutvarande riksdagens talman (2004) - Alice Trolle-Wachtmeister, statsfru, grevinna (1990) - Anders Wejryd, ärkebiskop (2014) - Gunnar Weman, ärkebiskop (1997) - Bertil Werkström, ärkebiskop (1991) - Fredrik Wersäll, hovrättspresident (2013) - Owe Wictorin, överbefälhavare (2000) |

### 12:e storleken medSerafimerordensband
| - Anders Arborelius, kardinal (2022) - Ulf Adelsohn, landshövding (1999) - Ulf Adlén, kommendör (2000) - Rune Andersson, direktör (2013) - Gudrun Antemar, riksrevisor (2013) - Percy Barnevik, direktör (1986) - Ingmar Bergman, regissör (1998) - Oscar Bernadotte af Wisborg, greve (1987) - Anders Björck, landshövding, förutvarande riksdagens 1:e vice talman (2003) - Hans Blix, f.d. generaldirektör (1998) - Bengt Dennis, riksbankschef (1994) - Ulf Dinkelspiel, direktör (1999) - Ingemar Eliasson, landshövding (2003) - Jan Eliasson, ambassadör (2005) - Horace Engdahl, Svenska Akademiens ständige sekreterare (2004) - Lars Engwall, kabinettskammarherre (2013) - Lars Eric Ericsson, förutvarande landshövding (2013) - Eva Eriksson, förutvarande landshövding (2013) - Per Eriksson, rektor Lunds universitet (2012) - Kjell-Olof Feldt, förutvarande statsråd (2007) - Johan Gernandt, advokat (2013) - Anita Gradin, EU-kommissionär, f.d. statsråd (1998) - Peter Gudmundson, rektor Kungliga Tekniska Högskolan (2011) | - Leif Gustafsson, direktör (2000) - Pehr G. Gyllenhammar, direktör (1981) - Bengt Haak, Direktör (1985) - Stig Hagström, f.d. universitetskansler (1998) - Kurt Hellström, direktör (2013) - Gun Hellsvik, förutvarande statsråd (2009) - Gunnar Holmgren, förutvarande landshövding (2019) - Antonia Ax:son Johnson, direktör (1995) - Viveca Ax:son Johnson, generalkonsul (2013) - Ingvar Kamprad, direktör (2004) - Caroline Krook, biskop emerita (2010) - Lars-Åke Lagrell, f.d. förbundsordförande (2012) - Reidunn Laurén, f.d. kammarrättspresident (2000) - Anna-Greta Leijon, direktör, f.d. statsråd (2002) - Lars Leijonborg, förutvarande statsråd (2011) - Jan Ling, professor em. (2000) - Kari Marklund, landshövding, fil.dr (2000) - Carl Henrik Martling, överhovpredikant, docent (1994) - Lars Nittve, Moderna museets överintendent (2009) - Peter Nordbeck, viceamiral (2013) - Carl-Erik Nyquist, direktör (2000) - Maud Olofsson, förutvarande statsråd (2013) - Leif Pagrotsky, förutvarande statsråd (2013) | - Mats Paulsson, direktör (2010) - Carl Axel Petri, f.d. hovrättspresident och statsråd (1988) - Sven Philip-Sörensen, direktör (2015) - Thomas Rosswall, professor (2000) - Bengt Rydén, f.d. börschef, ekon.dr (2000) - Mona Sahlin, förutvarande statsråd (2012) - Margareta Schwartz, f.d. borgarråd (2000) - Mats Svegfors, landshövding (2000) - Niclas Silfverschiöld, godsägare, friherre (1992) - Christer Sylvén, ambassadör (2005) - Elisabeth Söderström, hovsångerska (1996) - Tom Tscherning, överceremonimästare (2000) - Margaretha af Ugglas, förutvarande statsråd (1996) - Lena Hjelm Wallén, f.d. vice statsminister (2008) - Marcus Wallenberg, direktör (2007) - Peter Wallenberg, direktör (1983) - Peter Wallenberg, styrelseordförande (2011) - Margot Wallström, EU-kommissionens vice ordförande (2008) - Bengt Westerberg, f.d. statsråd (2007) - Maria Wetterstrand, förutvarande språkrör (2013) - Anne Wibble, f.d. statsråd, Industriförbundets chefsekonom - Olle Wästberg, f.d. generaldirektör |

### 12:e storleken med högblått band
| - Anders Clason, fil.lic. (2010) - Johan Cullberg, professor (2009) - Marie Ehrling, direktör (2012) - Sven-Göran Eriksson, landslagskapten [England] (2005) - Christer Fuglesang, docent, astronaut (2007) - Per Gedin, bokförläggare (2010) - Sven Grahn, tekn. dr (2007) - Berit Gullberg, förlagschef (2009) - Bengt Göransson, f.d. statsråd (2008) - Stig Hadenius, professor (2009) - Christina Hamrin, redaktör (2011) - Barbara Hendricks, operasångerska (2013) - Sven Hulterström, riksdagsledamot (2002) - Torgny Håstad, f.d. justitieråd (2012) | - Lars Isaksson, landstingsråd (2005) - Björn Jakobson, direktör (2012) - Arne Karlsson, direktör (2013) - Bo Könberg, landshövding (2006) - Benne Lantz, ordförande (2012) - Ingvar Lundberg, professor (2009) - Erna Möller, professor (2005) - Morton Narrowe, f.d. överrabbin (2013) - Orvar Nyquist, bergsingenjör (2018) - Dan Olofsson, företagare (2011) - Charlotte Petri Gornitzka, generalsekreterare (2008) - Svante Pääbo, professor (2012) - Anne Ramberg, advokat (2006) | - Ilmar Reepalu, kommunalråd (2005) - Olof Ruin, professor emeritus (1997) - Staffan Rydén, högskolerektor (2012) - Joen Sachs, professor em. (2011) - Harry Schein, direktör, hedersdoktor fil. dr h.c. (2004) - Agneta Sköld, domkyrkoorganist (2011) - Tom T:son Thyblad, kanslichef (2000) - Claes Tornberg, konteramiral (2007) - Michael Tydén, konserthuschef (2012) - Niklas Zennström, direktör (2013) - Robert Weil, direktör (2008) - Ulla Åberg-Josephson, dramaturg (2009) - Arnold Östman, dirigent, teater- och museichef (2010) |

### 8:e storleken med Serafimerordens band
| - Johan Adelswärd, hovjägmästare, baron (2007) - Nils-Holger Areskog, professor (1991) - Jan-Olof Hedström, bergmästare (2007) - Sigge Bergman, idrottsledare (1988) - Jonny Blanc, operasångare (2000) - Lars Blohm, hovorganist (2000) - Tomas Bolme, förbundsdirektör (2005) - Eva Bonnier, bokförläggare (2003) - Sven-Olof Brattgård, professor (1995) - Sten Broman, tonsättare (1982) - Peggy Bruzelius, direktör (2005) - Marc Bygdeman, professor (2000) - Greger Bååth, rektor (2000) - Lars Bäckström, landshövding (2007) - Anki Dahlin, förste intendent - Kjerstin Dellert, operasångerska (1976) - Carl-Axel Dominique, musiker (2011) - Monica Dominique, musiker (2011) - Lars-Erik Edlund, professor (2014) - Jörgen Ehrensvärd, lantmästare, greve (1998) - Stina Ehrensvärd, entreprenör, grevinna (2023) - Peter Englund, docent, historiker (2001) - Bo G. Erikson, fil. dr, journalist (2000) - Peter Eriksson filharmoniker (2011) - Edvard Fleetwood, generalsekreterare (2018) - Tommy Forss, museiman (2002) | - Anders Frostenson, psalmförfattare, teol. dr (1989) - Carl-Gustav Groth, professor, transplantationskirurg (1998) - Göran Göransson, förutvarande departementsråd (1992) - Britt G. Hallqvist, författare (1986) - Bertil Hansson, förutvarande statsråd (2000) - Göran K. Hansson, professor, ständig sekreterare (2017) - Jan Hjärpe, professor (2006) - Bert-Inge Hogsved, företagsledare (2007) - Sören Holmberg, professor (2004) - Claes Hultling, överläkare (2005) - Olle Häger, professor (2012) - Anders Jeffner, professor (2000) - Karin Johannisson, professor (2000) - Göran Johansson, kommunalråd (2002) - Bodil Jönsson, universitetslektor (1997) - Theodor Kallifatides, författare (1992) - Ingvar Kamprad, direktör (1976) - Georg Karlsson, kommunalråd (2000) - Maria Khorsand, VD (2014) - Lottie Knutson, Reseexpert (2008) - Erik Langlet, slottsarkitekt (2001) - Madeleine Leijonhufvud, professor (2000) - Staffan I. Lindberg, professor (2023) - Cecilia Lindqvist, författare, professor (2007) - Leif Ljungholm, advokat (2023) | - Mattias Lundberg, professor (2023) - Erik Näslund, museichef, författare (2004) - Börje Olsson, lantmästare, heders dr Veterinär Med, (1983) - Hasse Olsson, tidningsman (2010) - Helén Ottosson Lovén, generalsekreterare (2024) - Lisbeth Palme, psykolog (1993) - Madeleine Reuterskiöld, hovdam, friherrinna (1989) - Per-Arne Ringh, överste 1. graden (2000) - Eva Rydberg, teaterchef (2011) - Margit Sahlin, kyrkoherde emeritus, teol. dr (1992) - Helge Skoog, skådespelare (2008) - Wilhelm Stiernstedt, kammarherre, friherre (2020) - Carl-Gustaf Svingel, operasångare och hjälparbetare (1981) - Kari Sylwan, dansare, koreograf, pedagog och skådespelare (2005) - Karin Söder, förutvarande statsråd, partiledare (1985) - Carl-Åke Söderberg, prost (2000) - Carl Olof Tamm, professor em. (1986) - Elisabeth Tarras-Wahlberg, pressekreterare (1986) - Ulf Ulmsten, professor, livmedikus (2000) - Hans Villius, professor (2012) - Hans Wachtmeister, kommendörkapten, greve (1987) - Jörgen Weibull, professor (1991) - Mårten Werner, hovpredikant, postumt (1993) - Erik Westberg, professor, dirigent (2006) - Tore Wretman, hovtraktör (1984) |

### 8th size (with high blue band)
| - Inger Hallström Stinnerbom, kostymör (2012) - Anna-Britt Agnsäter, f.d. provkökschef (1993) - Therese Alshammar, simmare (2012) - Benny Andersson, kompositör (1998) - Birger Andersson, tennisspelare (1976) - Jenny Andreasson, regissör (2015) - Mikael Appelgren, bordtennisspelare (1986) - Pär Arvidsson, simmare (1981) - Alice Bah Kuhnke, miljöchef (2013) - Bengt Baron, simmare (1981) - Marianne von Baumgarten, redaktör (2016) - Ove Bengtson, tennisspelare (1976) - Joakim Berg, sångare och låtskrivare (2014) - Lennart Bergelin, tenniscoach (1976) - Lars Berghagen, kompositör och artist (2003) - Kajsa Bergkvist, höjdhoppare (2002) - Anders Berglund, kapellmästare (2008) - Tilde Björfors, cirkusdirektör, professor (2012) - Jonas Björkman, tennisspelare (2009) - Björn Borg, tennisspelare (1976) - Rolf Hammar, idrottsledare Vasaloppet (2019) - Gunhild (Gullan) Bornemark, kompositör (2009) - Gunnar Brusewitz, tecknare (1978) - Thord Bylund, förste arkivarie (2000) - Janne "Loffe" Carlsson, artist (2010) - Sickan Carlsson, skådespelare (1979) - Åsa Domeij, agronom (2013) - Karl Dyall, artist (2013) - Stefan Edberg, tennisspelare (1985) - Stefan Edman, författare (2009) - Karin Eklundh, kördirigent och sångpedagog (2017) - Annalisa Ericson, skådespelare (1988) - Gunnar Eriksson, kördirektör (2009) - Rolf Erixson, botaniker, postumt (2000) - Marie Fredriksson, artist (2003) - Thomas Fogdö (2000) - Magdalena Forsberg, skidåkare (1999) - Gert Fredriksson, kanotist (1987) - Sten Frykberg, kapellmästare (1978) - Göran Gademan, operadramaturg (2022) - Anastasia Georgiadou, direktör (2015) - Per Gessle, artist (2003) - Carl Jan Granqvist, gästgivare (1997) - Sofie Gunolf, direktör (2015) - Bengt-Åke Gustafsson, ishockeyledare (2007) - Robert Gustafsson, skådespelare (2015) - Anders Gärderud, löpare (1977) - Carl-Axel Hageskog, tennistränare (2003) - Tommie Haglund, kompositör (2015) - Peter Halldorf, pastor och författare (2015) | - Rolf Hammar, generalsekreterare Vasaloppet (2019) - Jan-Åke Hillerud, musiker (2015) - Stefan Holm, höjdhoppare (2005) - Carola Häggkvist, artist (2007) - Magnus Härenstam, skådespelare (2008) - Christina Hörnell, dirigent (2014) - Pelle Hörnmark, pastor (2017) - Ernst Idla, rörelsepedagog (1977) - Anders Jallai, flygkapten (2004) - Åsa Jinder, riksspelman (2016) - Bengt Johansson, gymnastikdirektör (2000) - Bernt Johansson, cyklist (1977) - Bo Johansson, kördirigent (2009) - Jan-Olof Johansson, biskop (2017) - Kjell Johansson, bordtennisspelare (1975) - Åke Johansson, källarmästare (1988) - Anders Järryd, tennisspelare (1985) - Jörgen Jönsson, ishockeyspelare (2009) - Charlotte Kalla, skidåkare (2010) - Susanna Kallur, häcklöpare (2017) - Nils Karlsson (Mora-Nisse), skidlöpare (1978) - Mattias Klum, fotograf (2003) - Carolina Klüft, mångkampare (2005) - Ulrika Knape, simhoppare (1976) - Gustav Kraitz, konstnär (2017) - Ulla Kraitz, konstnär (2017) - Annichen Kringstad, orienterare (1982) - Lasse Kühler, dansare (2013) - Håkan Lans, uppfinnare (2002) - Henrik Larsson, fotbollsspelare (2007) - Tomas Ledin, artist (2013) - Lill Lindfors, sångerska (1997) - Herman Lindqvist, författare (1997) - Carl-Gustaf Lindstedt, skådespelare (1991) - Håkan Loob, klubbdirektör och f.d. ishockeyspelare (2011) - Lars Åke Lundberg, präst (2009) - Sven-Åke Lundbäck, skidåkare (1979) - Ulf Lundell, författare, musiker och konstnär (2009) - Lars Lönndahl, sångare (1993) - Kjell Lönnå, körledare (1991) - Fredrik Lööf, seglare (2013) - Sven-Erik Magnusson, musiker (2008) - Siw Malmkvist, artist (2010) - Leif Mannerström, kock (2010) - Margareta Melin, författare (2009) - Michael Meschke, teaterchef (2017) - Sara Mohammad, människorättsaktivist och apotekstekniker (2017) - Kalle Moraeus, riksspelman (2009) - Gunilla Myrberg, journalist, författare (1997) - Ale Möller, kompositör och musiker (2009) | - Lotte Möller, författare, fotograf och kulturskribent (1998) - Christian Olsson, trestegshoppare (2005) - Markus Oscarsson, kanotist (2005) - Marit Paulsen, författare (1993) - Göran Petersson, advokat (1995) - Hjördis Petterson, skådespelare (1980) - Nils Poppe, skådespelare (1987) - Lena Posner Körösi, psykolog (2013) - Anja Pärson, utförsåkare (2004) - Madeleine Ramel, friherrinna (2000) - Suzanne Reuter, skådespelare (2018) - Jakob Ringart, herr (2000) - Jenny Rissveds, cyklist (2017) - Max Salminen, seglare (2013) - Tomas Sjödin, pastor (2015) - Therese Sjögran, fotbollsspelare (2016) - Lennart Sjöström, prost (2000) - Sarah Sjöström, simmare (2017) - Ragnar Skanåker, pistolskytt (1985) - Björn Skifs, artist (2008) - Czesław Słania, hovgravör (1984) - Eva Spångberg, skulptör och författare (2009) - Gaby Stenberg, skådespelare (1996) - Ingemar Stenmark, skidåkare (1976) - Robert Sund, dirigent (2004) - Pia Sundhage, fotbollstränare (2012) - Mats Sundin, ishockeyspelare (2006) - Maria Sundqvist, regissör och librettist (2017) - Kjell Sundvall, regissör (2011) - Gunde Svan, skidlöpare (1985) - Barbro Svensson (Lill-Babs), sångerska (1994) - Annika Sörenstam, golfspelare (2009) - Bo Thelander, civiljägmästare (2000) - Lars-Åke Thessman, scenograf (2018) - Owe Thörnqvist, sångare, musiker och låtskrivare (2004) - Sven Tumba, gymnastikdirektör (1986) - Linus Tunström, regissör och teaterchef (2015) - Werner Vögeli, hovtraktör (1980) - Björn Waldegård, rallyförare (1978) - Jan-Ove Waldner, bordtennisspelare (1990) - Olof Wallerius, ingenjör (2000) - Thomas Wassberg, skidlöpare (1980) - Robert Wells, pianist, kompositör och entertainer (2012) - Allan Wendefors, pastor (2009) - Birger Wennberg, lagman (1997) - Pontus Widén, direktör och idrottsledare (1983) - Mats Wilander, tennisspelare (1985) - Erik Zetterström (Kar de Mumma), skriftställare (1978) - Lars Åberg, kreatör (2003) |

### 5:e storleken (med högblått band)
| - Karin Perers, styrelseordförande (2017) | - Wiveka Schwartz, folkbildare (2020) | - Lena Sewall, författare (2018) |